# Actocetor indicus
Actocetor indicus är en tvåvingeart som först beskrevs av Christian Rudolph Wilhelm Wiedemann 1824.  Actocetor indicus ingår i släktet Actocetor och familjen vattenflugor. Inga underarter finns listade i Catalogue of Life.